# Тюремна наживка
Тюремна наживка (також відомий під назвою Приховане обличчя, англ. Jail Bait) — чорно-білий кримінальний фільм американського режисера Еда Вуда 1954 року.

## Опис
Вік Брейді штовхає молодого Дона Ґреґора на злочинний шлях. Після цього він шантажує батька Ґреґора — пластичного хірурга, аби той зробив йому нове обличчя, тоді він зміг би заховатися від поліції.

## Слоган фільму
Слоган фільму звучить як «She's A Good Girl… To Leave Alone!», що можна перекласти з англійської як «Вона гарна дівчина… аби дати їй спокій!»

## Акторський склад
- Лайл Талбот — Інспектор Джонс
- Долорес Фуллер — Мерилін Ґреґор
- Герберт Роулінсон — Лікар Боріс Ґреґор
- Стів Рівз — Лейтенант Боб Лоуренс
- Кленсі Мелоун — Дон Ґреґор
- Тімоті Фаррелл — Вік Брейді
- Теді Турман — Лоретта (в титрах зазначена як Теодора Турман)
- Бад Осборн — Пол МакКенна / нічний охоронець
- Мона МакКіннон — Місс Вілліс
- Дон Нейджел — Детектив Дейвіс
- Джон Роберт Мартін — Детектив МакКолл
- Ла Вада Сіммонс — Дороті Літелл
- Реджина Клер — Журналістка
- Джон Ейвері — Поліційний лікар
- Генрі Бедерскі — Підозрюваний в поліційній дільниці (в титрах не зазначений)
- Конрад Брукс — Фельдшер / фотограф (в титрах не зазначений)
- Тед Брукс — Поліціант (в титрах не зазначений)
- Чік Воттс — Виконавець у нічному клубі (хроніка, в титрах не зазначений)
- Коттон Воттс — Виконавець у нічному клубі (хроніка, в титрах не зазначений)
- Ед Вуд — Ведучий новин по радіо (озвучування, в титрах не зазначений)

## Окремі технічні дані
- Зйомки фільму розпочалися в липні 1953 року.
- Формат зображення: 1.37 : 1.
- Формат копії: 35 mm.
- Формат зйомок: 35 mm.